# Louis-Toussaint Champion de Cicé
Pour les autres membres de la famille, voir Famille Champion de Cicé.
Louis-Toussaint-Marie Champion de Cicé, dit le « Comte de Cicé », né le 5 août 1732 à Rennes et mort le 28 janvier 1792 à Paris, est un officier de marine et aristocrate français du XVIIIe siècle. Issu d'une famille de conseillers au Parlement de Bretagne, les Champion de Cicé, il sert dans la marine royale et parvient au grade de chef d'escadre des armées navales à l'été 1784, quelques mois après la fin de la guerre d'indépendance des États-Unis.

## Biographie

### Origines et famille
Les Champion de Cicé, originaires du Maine, s'établissent en Bretagne au XVe siècle. Si, à la fin du XVe siècle, les chefs de famille sont parlementaires, « procureurs des bourgeois » et « maîtres de la Monnaie », ils ne tardent pas à se distinguer dans l'armée, dans la marine et dans l’Église. Leurs quartiers de noblesse sont formellement reconnus par arrêt du 3 septembre 1668, rendu en la chambre de la réformation de la noblesse de Bretagne.
L'arrière-grand-oncle de Louis-Toussaint Champion de Cicé, René de Cicé, chevalier de l'ordre de Saint-Lazare en 1667, est tué cette année-là au combat naval de Flessingue.
Son père, Jérôme-Vincent Champion de Cicé (1680-1750), capitaine de dragons au régiment de Bretagne, épouse en 1722, à l’âge de 42 ans, Marie-Rose de Varennes de Condat, une jeune fille de vingt ans à peine. De cette union devaient naître douze enfants dont :
- Jean-Baptiste-Marie Champion de Cicé (1725 - 1805), homme d’Église, évêque d'Auxerre ;
- Louis-Toussaint Champion de Cicé (1732-1792), comte de Cicé ;
- Jérôme Champion de Cicé (1735-1810) homme d’Église et homme politique, il est évêque de Rodez, archevêque de Bordeaux et d'Aix-en-provence, garde des Sceaux de Louis XVI, et auteur du projet à la base de la Déclaration des droits de 1789 ;
- Augustin-Marie (1745-1815) capitaine du régiment d’infanterie du roi, sans descendance ;
- Adélaïde-Marie Champion de Cicé (1748-1818), religieuse, fondatrice des filles du cœur de Marie.

### Carrière dans la Marine du roi
Après avoir étudié au Collège du Havre, le jeune Louis-Toussaint Champion de Cicé entre dans la Marine royale et intègre une compagnie de Gardes de la marine en 1746. Il sert pendant la guerre de Sept Ans. Il sert successivement à bord du Léopard, commandant de Razilly, puis du Tigre, capitaine de La Villéon, et sur L'Hector en 1758, commandant de Roquefeuil. Le 20 novembre 1759, il est présent au désastre de Quiberon, lorsque la flotte française de Conflans est battue par celle de l'amiral Hawke. Il est promu enseigne de vaisseau le 17 mai 1761, puis lieutenant de vaisseau en 1767. Le 1er juillet 1770, il est reçu chevalier de l'ordre royal et militaire de Saint-Louis.
En 1775, il reçoit une commission de capitaine de vaisseau. En 1778, il est à la bataille d'Ouessant, commandant en second sur Le Zodiaque du comte d'Orvilliers qui commande la flotte franco-espagnole dans la Manche. En 1780, il commande Le Solitaire, de 64 canons, dans l'escadre du comte de Guichen qui combat dans les Antilles. Le 17 avril de la même année, au combat de la Dominique, il est dans l'avant-garde.
En mars 1781, il fait partie de la flotte française qui quitte Brest sous les ordres du comte de Grasse. Le 29 avril, il commande le Solitaire,  à la bataille de Fort-Royal contre la flotte britannique de l'amiral Hood. Le 5 septembre, il commande à nouveau Le Solitaire, à la bataille de la baie de Chesapeake, devant Yorktown, dans l'escadre blanche du comte de Grasse. Le 20 août 1784, il est élevé au rang de chef d'escadre des armées navales.
Il meurt le 28 janvier 1792, à Paris, alors en proie à l'agitation révolutionnaire, à l'âge de 59 ans.

## Mariage et descendance
Louis Toussaint Champion de Cicé avait épousé le 21 mars 1767, à Paris, Jeanne Henriette de Fusée de Voisenon (1742-1803), nièce de l'abbé-académicien Voisenon. De ce mariage naissent huit enfants, dont cinq fils qui mourront tous au combat. Deux, Paul-Pierre et Jérôme-Louis meurent dans les rangs royalistes à la bataille de Grand-Champ en mai 1795 alors que deux autres, Marie-Jérôme et Marie-Ambroise périrent dans les armées républicaines durant les guerres révolutionnaires.

### Sources et bibliographie
- Gabriel Monod, Charles Bémont, Sébastien Charléty, Revue historique, vol. 289, Librairie G. Baillère, 1993, [lire en ligne], p. 123